# Коннектикут Хаскис (баскетбол, женщины)
Коннектикут Хаскис (англ. Connecticut Huskies) — женская баскетбольная команда, представляющая Коннектикутский университет в первом баскетбольном женском дивизионе NCAA. Располагается в городе Сторрс (штат Коннектикут). В настоящее время команда выступает в Американской спортивной конференции, а свои домашние игры проводит в Harry A. Gampel Pavilion и «XL-центре».
«Хаскис» являются одной из наиболее успешных женских баскетбольных команд США и за свою историю 11 раз становились чемпионами турнира первого дивизиона NCAA, в том числе четыре раза подряд с 2013 по 2016 год, а также более 40 раз победителями регулярного чемпионата и турнира конференции. Команде также принадлежит самая продолжительная беспроигрышная серия в студенческом баскетболе (как женском, так и мужском) — «Хаскис» одержали победу в 90 играх подряд и включает два подряд сезона (2008/09 и 2009/10), в которых Коннектикут не проиграл ни одного матча. Серия закончилась 30 декабря 2010 года после поражения от «Стэнфорд Кардинал» со счётом 59:71.
Главным тренером ЮКонна с 1985 года является Джино Оримма, который по состоянию на 2019 год уже 34 года руководит командой. По проценту выигранных матчей (88,4 %) Оримма является лидером среди тренеров всех дивизионов NCAA как мужских, так и женских команд. Команда также находится в лидерах женского студенческого баскетбола по посещаемости матчей.

## Главные тренеры
- Сандра Хэмм (1974—1975)
- Вонда Флора (1975—1980)
- Джин Балтхазер (1980—1985)
- Джино Оримма (1985—н.в.)

## Достижения
- Чемпион NCAA: 1995, 2000, 2002, 2003, 2004, 2009, 2010, 2013, 2014, 2015, 2016
- Полуфиналист NCAA: 1991, 1995, 1996, 2000, 2001, 2002, 2003, 2004, 2008, 2009, 2010, 2011, 2012, 2013, 2014, 2015, 2016, 2017, 2018, 2019
- Четвертьфиналист NCAA: 1991, 1994, 1995, 1996, 1997, 1998, 2000, 2001, 2002, 2003, 2004, 2006, 2007, 2008, 2009, 2010, 2011, 2012, 2013, 2014, 2015, 2016, 2017, 2018, 2019
- 1/8 NCAA: 1991, 1994, 1995, 1996, 1997, 1998, 1999, 2000, 2001, 2002, 2003, 2004, 2005, 2006, 2007, 2008, 2009, 2010, 2011, 2012, 2013, 2014, 2015, 2016, 2017, 2018, 2019
- Участие в NCAA: 1989, 1990, 1991, 1992, 1993, 1994, 1995, 1996, 1997, 1998, 1999, 2000, 2001, 2002, 2003, 2004, 2005, 2006, 2007, 2008, 2009, 2010, 2011, 2012, 2013, 2014, 2015, 2016, 2017, 2018, 2019
- Победители турнира конференции: 1989, 1991, 1994, 1995, 1996, 1997, 1998, 1999, 2000, 2001, 2002, 2005, 2006, 2008, 2009, 2010, 2011, 2012, 2014, 2015, 2016, 2017, 2018, 2019
- Победители регулярного чемпионата конференции: 1989, 1990, 1991, 1994, 1995, 1996, 1997, 1998, 1999, 2000, 2001, 2002, 2003, 2004, 2007, 2008, 2009, 2010, 2011, 2014, 2015, 2016, 2017, 2018, 2019